# Sani Haruna Kaita
Sani Haruna Kaita (nascut a Kano, Nigèria el 2 de maig de 1986), és un jugador de futbol nigerià. Actualment juga a l'Alania Vladikavkaz de la Lliga Premier Russa com a mig-defensiu cedit del AS Monaco. Kaita ha estat internacional amb selecció de futbol de Nigèria en 21 ocasions d'ençà que debutà l'any 2005 i amb la qual ha participat en una Copa del Món.